# Olimp (Cilícia)
Olimp fou una muntanya de Cilícia esmentada per Estrabó (XIV, pàg. 671) de situació incerta (fins i tot podria correspondre a la mateixa muntanya Olimp de Lícia). Va estar en possessió d'un cap de bandolers isauris anomenat Zeníquetes (Zenicetes).